# Khúc côn cầu trên cỏ tại Đại hội Thể thao Đông Nam Á 2013
Khúc côn cầu trên cỏ tại Đại hội Thể thao Đông Nam Á 2013 được tổ chức trong khoảng thời gian chín ngày bắt đầu từ ngày 13 tháng 12 đến ngày 21 tháng 12 năm 2013. All games were held at Sân vận động Khúc côn cầu Theinphyu, Yangon.

## Tóm tắt huy chương

### Bảng tổng sắp huy chương
| Hạng               | Đoàn               | Vàng | Bạc | Đồng | Tổng số |
| ------------------ | ------------------ | ---- | --- | ---- | ------- |
| 1                  | Malaysia           | 2    | 0   | 0    | 2       |
| 2                  | Thái Lan           | 0    | 1   | 0    | 1       |
| 2                  | Singapore          | 0    | 1   | 0    | 1       |
| 4                  | Myanmar            | 0    | 0   | 2    | 2       |
| Tổng số (4 đơn vị) | Tổng số (4 đơn vị) | 2    | 2   | 2    | 6       |

## Quốc gia tham dự
| Nam                                                  | Nữ                                                                |
| ---------------------------------------------------- | ----------------------------------------------------------------- |
| Singapore · Malaysia · Myanmar · Thái Lan · Việt Nam | Indonesia · Malaysia · Myanmar · Thái Lan · Singapore · Campuchia |

## Giải đấu Nam
Tất cả các giờ đều là Giờ Myanmar – UTC+6:30.

### Vòng bảng
| Từ khóa về màu sắc trong bảng | Từ khóa về màu sắc trong bảng                                       |
| ----------------------------- | ------------------------------------------------------------------- |
|                               | Đội nhất và đội nhì bảng giành quyền vào trận Tranh huy chương vàng |
|                               | Đội hạng ba và tư tiến vào trận Tranh huy chương đồng               |

#### Bảng đấu Nam
| Đội       | ST | T | H | B | BT | BB | HS  | Đ  |
| --------- | -- | - | - | - | -- | -- | --- | -- |
| Malaysia  | 4  | 4 | 0 | 0 | 43 | 0  | +43 | 12 |
| Singapore | 4  | 3 | 0 | 1 | 20 | 7  | +13 | 9  |
| Thái Lan  | 4  | 2 | 0 | 2 | 12 | 22 | −10 | 6  |
| Myanmar   | 4  | 1 | 0 | 3 | 10 | 16 | −6  | 3  |
| Việt Nam  | 4  | 0 | 0 | 4 | 1  | 41 | −40 | 0  |

| Singapore | 12 – 0 | Việt Nam |
| --------- | ------ | -------- |
|           |        |          |

| Thái Lan | 3 – 2 | Myanmar |
| -------- | ----- | ------- |
|          |       |         |

| Malaysia | 13 – 0 | Việt Nam |
| -------- | ------ | -------- |
|          |        |          |

| Singapore | 1 – 0 | Myanmar |
| --------- | ----- | ------- |
|           |       |         |

| Thái Lan | 0 – 13 | Malaysia |
| -------- | ------ | -------- |
|          |        |          |

| Myanmar | 8 – 1 | Việt Nam |
| ------- | ----- | -------- |
|         |       |          |

| Việt Nam | 0 – 8 | Thái Lan |
| -------- | ----- | -------- |
|          |       |          |

| Singapore | 0 – 6 | Malaysia |
| --------- | ----- | -------- |
|           |       |          |

| Thái Lan | 1 – 7 | Singapore |
| -------- | ----- | --------- |
|          |       |           |

| Malaysia | 11 – 0 | Myanmar |
| -------- | ------ | ------- |
|          |        |         |

#### Tranh huy chương đồng
| Thái Lan | 0 – 2 | Myanmar |
| -------- | ----- | ------- |
|          |       |         |

#### Tranh huy chương vàng
| Malaysia | 5 – 0 | Singapore |
| -------- | ----- | --------- |
|          |       |           |

#### Bảng xếp hạng cuối cùng
| Thứ hạng | Đội tuyển |
| -------- | --------- |
| 1        | Malaysia  |
| 2        | Singapore |
| 3        | Myanmar   |
| 4        | Thái Lan  |
| 5        | Việt Nam  |

## Giải đấu Nữ
Tất cả các giờ đều là Giờ Myanmar – UTC+6:30.

### Vòng bảng
| Từ khóa về màu sắc trong bảng | Từ khóa về màu sắc trong bảng                                       |
| ----------------------------- | ------------------------------------------------------------------- |
|                               | Đội nhất và đội nhì bảng giành quyền vào trận Tranh huy chương vàng |
|                               | Đội hạng ba và tư tiến vào trận Tranh huy chương đồng               |
|                               | Đội hạng năm và sáu tiến vào Trận tranh hạng năm                    |

#### Bảng đấu Nữ
| Đội       | ST | T | H | B | BT | BB  | HS   | Đ  |
| --------- | -- | - | - | - | -- | --- | ---- | -- |
| Malaysia  | 5  | 5 | 0 | 0 | 66 | 1   | +65  | 15 |
| Thái Lan  | 5  | 3 | 1 | 1 | 33 | 8   | +25  | 10 |
| Singapore | 5  | 3 | 0 | 2 | 23 | 14  | +9   | 9  |
| Myanmar   | 5  | 2 | 1 | 2 | 9  | 8   | +1   | 7  |
| Indonesia | 5  | 1 | 0 | 4 | 16 | 16  | 0    | 3  |
| Campuchia | 5  | 0 | 0 | 5 | 0  | 100 | −100 | 0  |

| Thái Lan | 26 – 0 | Campuchia |
| -------- | ------ | --------- |
|          |        |           |

| Singapore | 2 – 1 | Indonesia |
| --------- | ----- | --------- |
|           |       |           |

| Malaysia | 6 – 0 | Myanmar |
| -------- | ----- | ------- |
|          |       |         |

| Thái Lan | 3 – 0 | Indonesia |
| -------- | ----- | --------- |
|          |       |           |

| Malaysia | 36 – 0 | Campuchia |
| -------- | ------ | --------- |
|          |        |           |

| Myanmar | 1 – 2 | Singapore |
| ------- | ----- | --------- |
|         |       |           |

| Indonesia | 15 – 0 | Campuchia |
| --------- | ------ | --------- |
|           |        |           |

| Myanmar | 0 – 0 | Thái Lan |
| ------- | ----- | -------- |
|         |       |          |

| Singapore | 1 – 8 | Malaysia |
| --------- | ----- | -------- |
|           |       |          |

| Campuchia | 0 – 16 | Singapore |
| --------- | ------ | --------- |
|           |        |           |

| Indonesia | 0 – 1 | Myanmar |
| --------- | ----- | ------- |
|           |       |         |

| Thái Lan | 0 – 6 | Malaysia |
| -------- | ----- | -------- |
|          |       |          |

| Campuchia | 0 – 7 | Myanmar |
| --------- | ----- | ------- |
|           |       |         |

| Singapore | 2 – 4 | Thái Lan |
| --------- | ----- | -------- |
|           |       |          |

| Malaysia | 10 – 0 | Indonesia |
| -------- | ------ | --------- |
|          |        |           |

#### Trận tranh hạng năm và hạng sáu
| Indonesia | 8 – 0 | Campuchia |
| --------- | ----- | --------- |
|           |       |           |

#### Tranh huy chương đồng
| Singapore | 0 – 1 | Myanmar |
| --------- | ----- | ------- |
|           |       |         |

#### Tranh huy chương vàng
| Malaysia | 6 – 1 | Thái Lan |
| -------- | ----- | -------- |
|          |       |          |

#### Bảng xếp hạng cuối cùng
| Thứ hạng | Đội tuyển |
| -------- | --------- |
| 1        | Malaysia  |
| 2        | Thái Lan  |
| 3        | Myanmar   |
| 4        | Singapore |
| 5        | Indonesia |
| 6        | Campuchia |